# Rodolfo Díaz
Rodolfo Díaz Mercado (Città del Messico, 7 maggio 1918 – 22 giugno 1993) è stato un cestista messicano.

## Carriera
Ha disputato le olimpiadi del 1948, a Londra, giocando tre partite.